# S-25 Berkut
O S-25 Berkut (em russo:  С-25 «Беркут»; "Berkut" que significa águia-real em português; Designação da OTAN: SA-1 Guild) é um míssil guiado desenhado pela União Soviética, o primeiro desenvolvido para sistemas de defesa terra-ar. Logo após sair da linha de produção, os primeiros foram deslocados para os arredores de Moscou em 1955 e lá permaneceram, em estado de alerta, até junho de 1956. Ele serviu apenas para defender a capital, pois os soviéticos desenvolveriam o mais moderno e eficiente S-75 Dvina para defesa antiaérea. Contudo, este míssil seguiu no serviço ativo na Rússia por décadas até que começou a ser substituído em definitivo pelo sistema S-300P, a partir de 1982.